# Free Software Foundation Europe
De Free Software Foundation Europe (FSF Europe) is een vereniging die alle aspecten van vrije software ondersteunt, en van het GNU-project in het bijzonder. FSF Europe werd opgericht op 10 maart 2001, als officiële zusterorganisatie van de Free Software Foundation (FSF).
In de visie van de FSFE (en FSF in het algemeen), bepaalt de toegang en controle over software wie kan deelnemen aan de digitale samenleving. Daarom ondersteunt FSF Europe actief de ontwikkeling van vrije software en bevordert op GNU gebaseerde besturingssystemen zoals GNU/Linux. Om de juridische, politieke en sociale toekomst van vrije software veilig te stellen biedt FSF Europe ook een plaats waar politici, advocaten en journalisten vragen kunnen stellen.